# Bessoncourt
Bessoncourt é uma comuna francesa na região administrativa da Borgonha-Franco-Condado, no departamento do Território de Belfort. Estende-se por uma área de 7.80 km², e possui 1.264 habitantes, segundo o censo de 2018, com uma densidade de 160 hab/km².